# Flash electoral
El flash electoral es la transmisión televisada de los resultados de los sondeos a boca de urna durante las elecciones en Perú, tanto municipales y regionales como congresales y generales. Es elaborado por empresas encuestadoras y emitido por las principales cadenas de televisión peruanas al cierre legal de las votaciones, cuya hora por lo general concluía a las 16:00, (salvo en la  elección del 2021 que debido a la pandemia de COVID-19 se difundió a las 19:00 y en la elección municipal del 2022 en la que se difundió a las 17:00) y el inicio del escrutinio oficial por la Oficina Nacional de Procesos Electorales (ONPE), que posteriormente emite el conteo rápido. También es publicado en las páginas webs de los medios de comunicación y prensa.

## Controversias
El flash electoral es un método que muestra la tendencia de la jornada electoral, pero ha sido cuestionado, ya que es susceptible de avalar fraudes electorales por la posibilidad de trasmitir datos erróneos o manipulados, como sucedió en el flash electoral de las elecciones generales de 2000 en que la encuestadora Datum arrojó un 48.5% para el candidato presidencial Alejandro Toledo de Perú Posible anunciando su victoria sobre el presidente candidato Alberto Fujimori. Posteriormente la ONPE publicó los primeros datos del escrutinio donde Fujimori obtenía un 48,73%, ocasionando un vuelco electoral calificado como fraude.
Otro caso fue el flash electoral por parte de las encuestadoras Ipsos y GfK en la segunda vuelta de las elecciones generales del 5 de junio de 2016 que dieron como ganador a Pedro Pablo Kuczynski con un 50.4% y 51.2%, respectivamente, sin embargo, la encuestadora CPI dio como ganadora a Keiko Fujimori con 51.1%; conforme se dieron los resultados oficiales del ente electoral nacional, Kuczynski obtuvo una victoria de 50.1%, diferente a la proyección de CPI. Caso similar fue el flash electoral de la encuestadora Ipsos en la segunda vuelta de las elecciones generales del 6 de junio de 2021 que daban una ventaja estrecha a Keiko Fujimori con 50.3% frente a Pedro Castillo con 49.7%, conforme se dieron los resultados oficiales, Castillo obtuvo la victoria con 50.126% de los votos válidos, distinto a la proyección de Ipsos.